# Херкенроде
„Херкенроде“ (на нидерландски: Herkenrode) е марка белгийска абатска бира, произведена и бутилирана в пивоварната „Brouwerij Sint Jozef“ в Опитер, провинция Лимбург, Северна Белгия. „Херкенроде“ e една от белгийските марки бира, които имат правото да носят логото „Призната белгийска абатска бира“ (Erkend Belgisch Abdijbier), обозначаващо спазването на стандартите на „Съюза на белгийските пивовари“ (Unie van de Belgische Brouwers).

## История
Бирата носи името на абатство Херкенроде, находящо се в Хаселт, окръг Хаселт, провинция Лимбург, Североизточна Белгия. Абатството е основано като женски манастир през 1182 г. от Джерард, граф на Лоон. През 1217 г. абатството става част от цистерцианския орден. През ХVІ – ХVІІІ век са построени манастирските сгради. Абатството разполага със собствено стопанство и пивоварна, която се споменава в писмени документи от 1420 г.
По време на Френската революция, през 1795 г., абатството е завзето от френската революционна армия. По време на политиката на антикатолически мерки, която действа през 1795 – 1799 г., монахините са прогонени, абатските имоти са конфискувани и продадени. Производството на абатска бира е преустановено. През 1826 г. пожар унищожава голяма част от абатската църква. През 1844 г. част от манастирските постройки са разрушени.
През 1972 г. Canonesses Regular of the Holy Sepulchre купува част от старите абатски постройки. Десет години по-късно е построена нова църква, като са реконструирани и оцелелите сгради от старото абатство, строени през ХVІ – ХVІІІ век. Днес абатството отново е действащ женски манастир. Абатството произвежда и продава собствени продукти: сирене, бъзов ликьор, ликьор от трънки, мед и шоколадови бонбони. През 2009 г. абатството в сътрудничество с пивоварната „Brouwerij Sint Jozef“ в Опитер решава да възстанови производството на абатската бира. През юли 2009 г. на пазара се появява Herkenrode Tripel, а през декември 2009 и тъмната Herkenrode Bruin.

## Марки бира
Търговският асортимент на пивоварната, включва две бири с марката „Херкенроде“:
- Herkenrode Tripel – силна светла бира с тъмнозлатист цвят и с алкохолно съдържание 7,0 %.
- Herkenrode Bruin – силна тъмна бира с кафяво-махагонов цвят и с алкохолно съдържание 7,0 %.